# Tommy Flowers

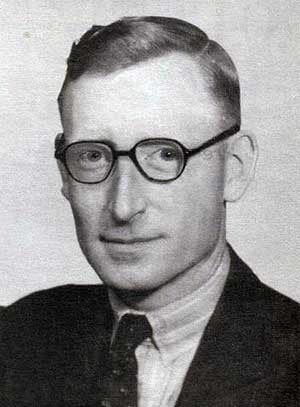
Tommy Harold Flowers

Thomas (Tommy) Harold Flowers (* 22. Dezember 1905 in Poplar, Londoner East End; † 28. Oktober 1998 in London) war ein englischer Ingenieur, der Colossus entwarf.
Der Sohn eines Maurers machte eine Mechanikerausbildung am Royal Arsenal und besuchte Abendkurse zur Elektrotechnik an der Universität London. 1926 begann er am General Post Office, wo er 1930 zur Post Office Research Station in Dollis Hill (im Nordwesten Londons) versetzt wurde. Ab 1935 erforschte er den Einsatz von Elektronik für Telefonanlagen.
Zur Entzifferung des deutschen Fernschreib-Schlüsselzusatzes SZ 40 konstruierte er ab Februar 1943 in Bletchley Park ein elektronisches System mit 1800 Röhren, den Colossus. Seine Arbeit blieb bis in die 1970er-Jahre geheim.

## Dokumentation
- Code-Breakers: Bletchley Park's Lost Heroes (einstündige BBC-Dokumentation von Julian Carey aus dem Jahr 2011)

| Personendaten    | Personendaten                            |
| ---------------- | ---------------------------------------- |
| NAME             | Flowers, Tommy                           |
| ALTERNATIVNAMEN  | Flowers, Thomas Harold (wirklicher Name) |
| KURZBESCHREIBUNG | englischer Ingenieur                     |
| GEBURTSDATUM     | 22. Dezember 1905                        |
| GEBURTSORT       | Poplar, Londoner Eastend                 |
| STERBEDATUM      | 28. Oktober 1998                         |
| STERBEORT        | London                                   |